# 阿宗神社
阿宗神社（あそうじんじゃ）は、兵庫県たつの市誉田町広山にある神社。式内社で、旧社格は県社。

## 祭神
主祭神
- 神功皇后（じんぐうこうごう）

配祀神
- 応神天皇（おうじんてんのう）
- 玉依姫命（たまよりひめのみこと）
- 息長日子王（おきながひこのきみ）

## 歴史
欽明天皇32年に、宇佐八幡宮より勧請されて立岡山に鎮座した式内社が、鎌倉期に広山の現在地へ遷座。江戸期には弘山八幡宮と称する。立岡山の旧地には小宮がその後も存在していたが、旧阿宗神社は次第に寂れ、明治中期に現・阿宗神社に遷され、広山の八幡宮は阿宗神社へ改称する。明治初年まで、天台宗の斑鳩寺の別当持ちの神社で、神職は不在であった。旧神饌幣帛料供進社。

### 年表
欽明天皇32年(571年） 大伴狭手彦が勅を奉じて宇佐八幡宮の分霊を立岡山に勧請した
天平宝字8年（764年） 藤原貞国、新羅軍追討の祈願を行う
延長5年（927年） 延喜式の小社に列格
文治5年（1189年） 内山城主鹽津義綱が揖東郡廣山村の現在地に遷座
文永3年（1266年） 杜殿風壊につき再建、楽々山円勝寺別当持となり、神輿行幸の祭典が始まる（それ以前は、紀内山太夫・綾部竹之進らが宮守として奉仕する）
正応元年（1288年） 時宗開祖の一遍上人が和歌を奉納
建武3年（1336年） 新田義貞が足利尊氏討伐の為に本営を置く
嘉慶2年（1388年）3月 国司前越後守赤松顕則が田地を寄進
天文6年（1537年） 樂々山円勝寺が廃寺となり、斑鳩寺がこれに替わって別当寺となる
天文10年（1541年）12月2日 兵火のために社殿及び末社を焼失
天文18年（1549年） 地頭代官周東宗次が鳥居を再興
元亀3年（1572年）10月25日 社殿が炎上する
天正2年（1574年） 9月 弘山八幡宮として再建
慶長12年（1607年） 舞殿・拝殿再建
寛政5年（1793年） 本殿の屋根替を行い、龍野城主生駒侯御供田三反を寄進
文化7年（1810年） 八幡宮1500年忌祭を執行し、相撲を興行した記録あり　　　　
文化8年（1811年） 京都吉田家（吉田神道）鈴虎縫殿、巡回の節に式内極書を下す
天保3年（1832年） 龍野藩主脇坂淡路守雨請祈願をする
明治期に阿宗神社に改称
明治7年（1874年）2月（明治4年4月とも） 郷社に列格
明治13年（1880年） 幣拝殿建て替えが落成し、正遷宮及び臨時祭典を執行
明治14年（1881年）6月 縣社に昇格
大正5年（1916年） 神饌幣帛料供進神社指定

## 現地情報
所在地
- 兵庫県たつの市誉田町広山492

交通アクセス
- JR姫新線 本竜野駅下車後、徒歩20分（南へ1.5km）
- JR山陽本線・山陽新幹線・播但線 姫路駅もしくは山陽電鉄線 山陽姫路駅 下車後、神姫バス龍野行 広山バス停下車すぐ
- 国道2号太子竜野バイパス 福田ランプよりから国道179号を北上。（駐車場あり 10台）

周辺
- たつの市立誉田小学校